# 佐藤敏信
佐藤 敏信（さとう としのぶ、1957年 - ）は、日本の厚生労働技官、医学博士、医師。環境省環境保健部長や、厚生労働省健康局長、日本医師会総合政策研究機構主席研究員を経て、久留米大学特命教授。

## 人物・経歴
1983年山口大学医学部卒業、厚生省入省、公衆衛生局地域保健課配属。1988年山口大学医学博士。1990年大分県環境保健部健康対策課長。岩手県保健福祉部部長等を経て、1993年厚生省保険医療局疾病対策課課長補佐。2005年厚生労働省雇用均等・児童家庭局母子保健課長。厚生労働省医政局指導課長等を経て、2008年厚生労働省保険局医療課長。2010年環境省環境保健部長。2013年厚生労働省健康局長。2014年日本医師会総合政策研究機構主席研究員／医療政策部長。2017年久留米大学特命教授（医療政策担当）、日本医師会総合政策研究機構客員研究員。社会福祉法人莞爾会評議員なども務めた。

## 著書
- 『地域における循環器疾患の対策―とくに心血管系疾患を中心として』日本公衆衛生協会 1988年
- 『保健体育の内容と指導のポイント』学事出版 1990年
- 『THE 中医協 -その変遷を踏まえ健康保険制度の『今』を探る』薬事日報社 2019年